# Adrien Moreau-Néret
Pour les articles homonymes, voir Moreau et Néret (homonymie).
Ne doit pas être confondu avec Adrien Moreau.
Adrien Moreau-Néret, né le 13 novembre 1860 à Paris où il est mort le 3 mars 1944, est un peintre et avocat français.

## Biographie

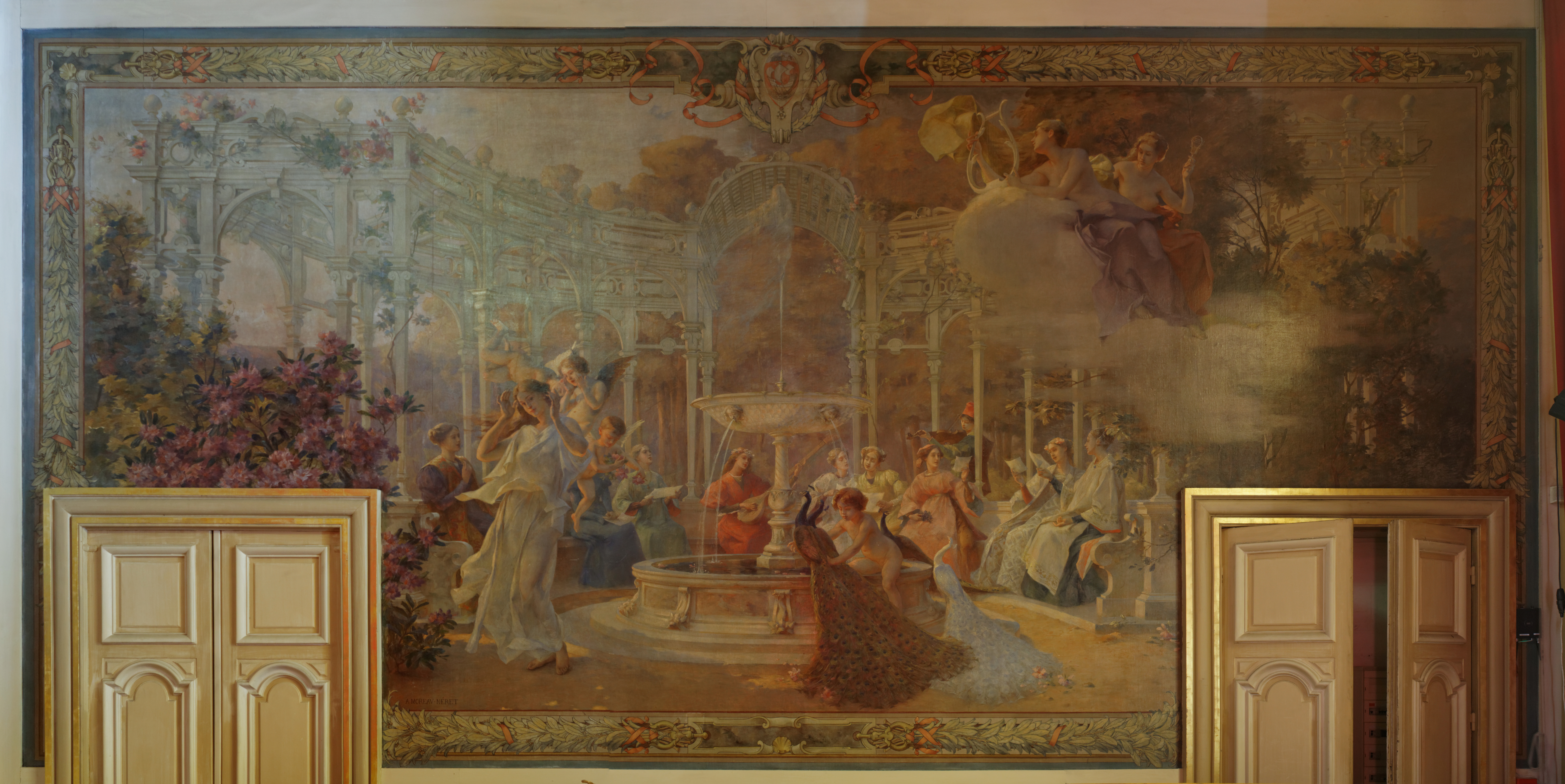
L'Ouïe, salle des fêtes de la mairie du 10e arrondissement de Paris.

Joseph Adrien Moreau-Néret est le fils d'Albert François Moreau, ingénieur civil, et d'Anne Adrienne Néret.
Élève de Pierre-Victor Galland, Luc-Olivier Merson et Albert Maignan, il expose au Salon à partir de 1885. Il devient membre de la Société des artistes français en 1888. Il obtient une mention honorable en 1894, une médaille de troisième classe en 1899, une médaille de bronze en 1900 dans le cadre de l'Exposition universelle et une de deuxième classe en 1903,. Il est classé hors-concours pour les années suivantes.
En 1890, il épouse Marie Lucile Thérèse Loyer, Luc-Olivier Merson et Octave Gréard sont témoins du mariage. Leur fils Olivier Moreau-Néret deviendra haut fonctionnaire et banquier.
En 1896, il expose ses œuvres à la Galerie des arts réunis, au 28 de l'avenue de l'Opéra.
Il est élevé au rang de Chevalier de la Légion d'honneur en 1928.
Il meurt à son domicile de la rue Saint-Honoré à l'âge de 83 ans.

## Œuvres dans les collections publiques
- Autun, Musée Rolin : Diane et les amours[9]
- Bourron-Marlotte, Mairie-Musée : Jeune femme dans l'escalier[10]
- Digne-les-Bains, Musée Gassendi : Vénus et les colombes[4]
- Gray, Musée Baron-Martin : Une lecture aux jardins Oricellari[10]
- Montblanc, Mairie-Musée : Coquelicots doubles[11]
- Nancy, Musée des Beaux-Arts : Clairière fleurie[12]; Le goûter des enfants[4]
- Nemours, Château-Musée : La préparation des confitures[13]
- Paris :
  - Gare du Musée d'Orsay : peintures décoratives[4]
  - Hôtel Terminus : peintures décoratives[10]
  - Hôtel de Crillon : peintures décoratives[4]
  - Hôtel du Louvre : peintures décoratives[4]
  - Mairie du 10e arrondissement : peintures décoratives[4]
  - Musée d'Orsay : Eugène Feuillâtre[14]
  - Musée des Beaux-Arts de la ville de Paris : Parmi les astres (L'Air)[15] ; Esquisses et projets de décor[16]
  - Opéra Garnier, Bibliothèque-musée : peintures décoratives[12]
  - Rue Mabillon, maison des examens : peintures décoratives[10]
  - Sorbonne : peintures ornementales[4]
- Tours, Musée des Beaux-Arts : Harmonie d'automne[17]

## Œuvres exposées aux Salons parisiens
- Un moment de  repos, au Salon de 1885, aquarelle
- L'Eau, au Salon de 1887, panneau
- La Terre, au Salon de 1887, panneau
- Portrait de Mlle M. M..., au Salon de 1887
- Esquisse de l'ensemble d'un plafond avec peinture décorative, au Salon de 1888
- L'Amour juge de la beauté, au Salon de 1888
- Esquisse d'une portière en tapisserie, au Salon de 1889
- Junon se venge de Vénus, au Salon de 1889
- L'Amour juge de la Beauté, au Salon de 1889, aquarelle
- Portrait de Mlle…, au Salon de 1889
- L’Amour nargue Minerve, au Salon de 1890
- L’Abondance : la Chasse, la Pêche, la Moisson et la Vendange, au Salon de 1892, plafond
- Baigneuse, au Salon de 1893, étude
- Réflexions, au Salon de 1894, aquarelle
- Rêverie, au Salon de 1894, aquarelle
- Léda, au Salon de 1894, peinture décorative
- Tête d’étude en blanc, au Salon de 1894
- Dans les chrysanthèmes, au Salon de 1895, aquarelle
- Vénus et les colombes, au Salon de 1895
- Printemps, au Salon de 1895, aquarelle
- Enfance, au Salon de 1896, aquarelle
- La vision du tyran, au Salon de 1896
- Le bouquet de l'Ondine, au Salon de 1896, aquarelle
- Portrait de Mme X..., au Salon de 1896
- Les quatre éléments, au Salon de 1897
- Vénitien, au Salon de 1897
- Le marchand de pivoines, au Salon de 1898
- Vierge douloureuse, au Salon de 1898
- Harmonie d'automne, au Salon de 1899
- Soleil d'automne, au Salon de 1900
- Une lecture aux jardins Oricellari ; Florence, XVe siècle, au Salon de 1901
- Les pigeons de l’Infante, au Salon de 1902
- L’Annonciation, au Salon de 1903
- Portrait de famille, au Salon de 1903
- Goûter d’enfants, au Salon de 1904
- Musique, au Salon de 1905
- Portrait de Mme M., au Salon de 1905
- Portrait de Mme G. M..., au Salon de 1907
- Le Sens de l'Ouïe, au Salon de 1908
- Portrait de Mme M. N..., au Salon de 1908
- L'arrivée des bergers, au Salon de 1909, aquarelle
- Les fils de la Vierge, au Salon de 1910
- Portrait de M. R. C..., au Salon de 1910
- Galanteries, au Salon de 1911
- La jeune fille, au Salon de 1912, portrait
- Le penseur, au Salon de 1912, portrait
- Portrait de Mlle H.M.-N., au Salon de 1912, aquarelle
- Portrait de Mme M. N..., au Salon de 1913
- Portrait de l'émailleur Feuillâtre, au Salon de 1914
- Portrait de Mlles N..., au Salon de 1914

## Distinctions
- Chevalier de la Légion d'honneur (1928)[18]
- Officier de l'Instruction publique (1905)[19]

## Publications
- Les peintures décoratives de Moreau-Néret : 1re série - Figures  (préf. Léon Roger-Milès), Paris, Armand Guérinet, 1905 (OCLC 82599961).
- Les peintures décoratives de Moreau-Néret : 2e série - Ornements, Paris, Armand Guérinet, 1905 (OCLC 84604809).
- Les peintures décoratives de Moreau-Néret : 3e série, Paris, Armand Guérinet, 1905.